# Alphonse Pinart
Alphonse Louis Pinart (Marquise, 1852-Boulogne-Billancourt o Boulogne-sur-Mer, 13 de febrero de 1911) fue explorador, etnólogo y lingüista francés orientado al estudio de las civilizaciones de Norte, Centro y Sur América (Americanismo).

## Biografía
Nació en Marquise, Pas-de-Calais, Francia, en 1852. Asistió a escuelas en Lille y París. Con notable interés por los idiomas, estudió sánscrito y asistió a conferencias sobre el idioma chino. En 1867, asistió a la Exposición Internacional de París donde conoció a Charles Étienne Brasseur de Bourbourg, quien influyó significativamente en el interés de Pinart por las civilizaciones americanas. Charles Étienne Brasseur de Bourbourg es quien tradujo el Popol Vuh al francés, y se ha asociado su participación en llevar el manuscrito original de Guatemala a Francia. Después de la muerte de Brasseur el manuscrito original estuvo en posesión de Pinart, siendo vendido a un intermediario norteamericano y quedando  finalmente en la Biblioteca Newberry en Chicago, hasta el día de hoy. 

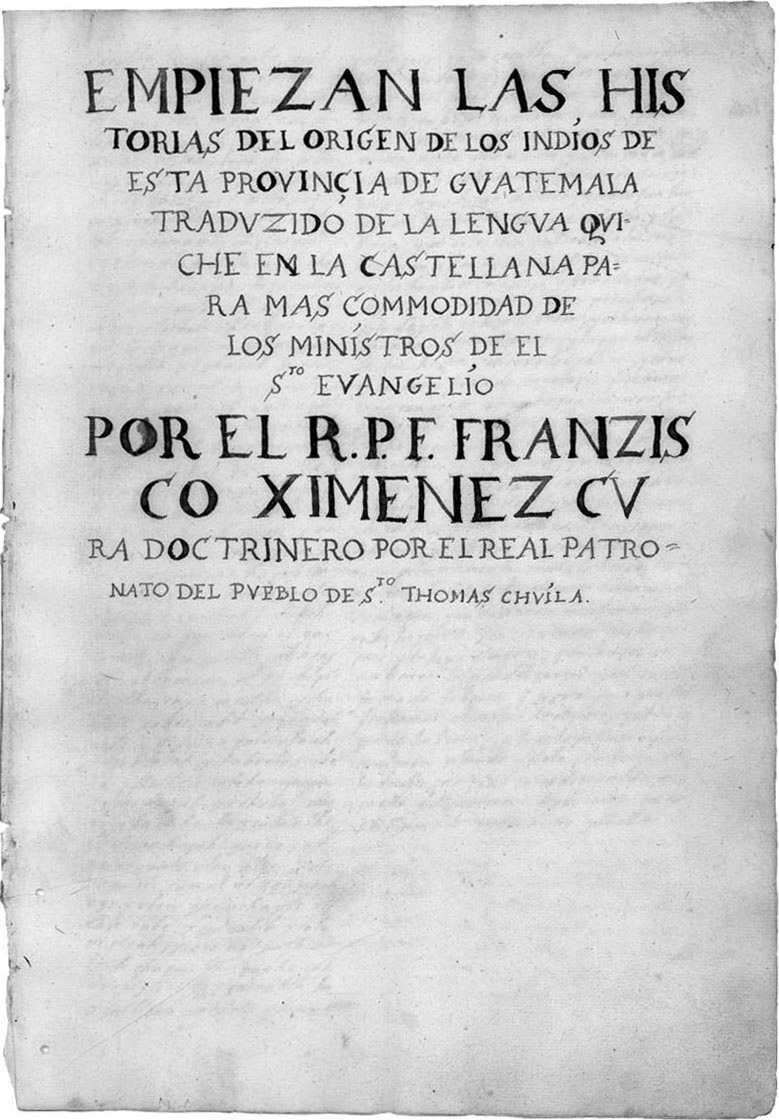
Página de título del manuscrito más antiguo conocido de Popol Vuh

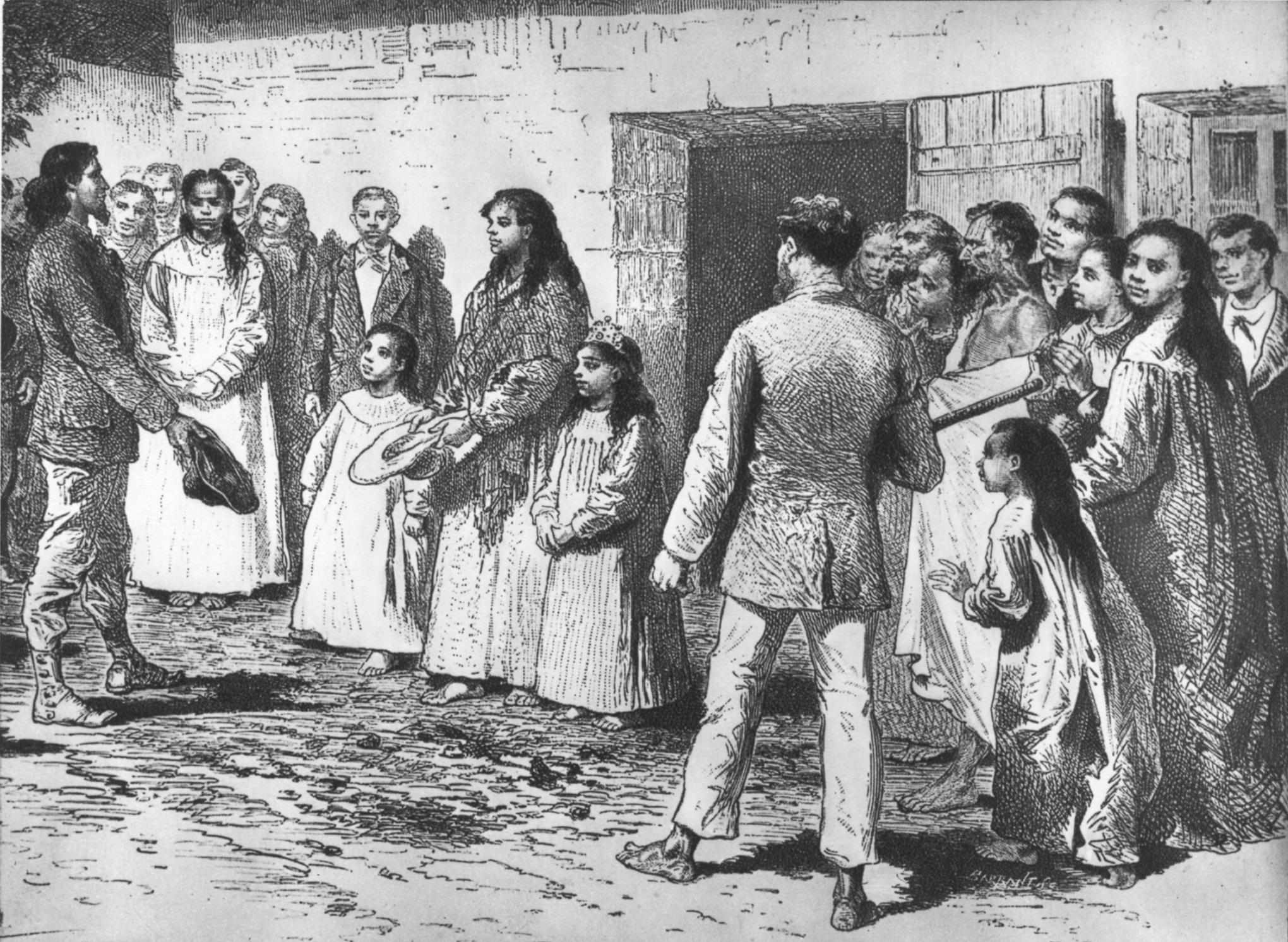
La reina de la isla de Pascua se encuentra con Pinart en 1877

Pinart se trasladó a California en 1869 y en abril de 1871 comenzó su primer viaje a Alaska, pasando un año en las islas Aleutianas y en la isla de Kodiak. Durante este tiempo, recopiló material arqueológico  y antropológico, realizando posteriormente importantes publicaciones sobre esta área de América.
Regresó a Francia en 1872 donde recibió una bienvenida de héroe y fue condecorado con una medalla de oro por la Sociedad de Geografía de París. Después de su visita a Alaska, Pinart dirigió su atención a la recopilación de datos lingüísticos sobre los nativos de América Central.

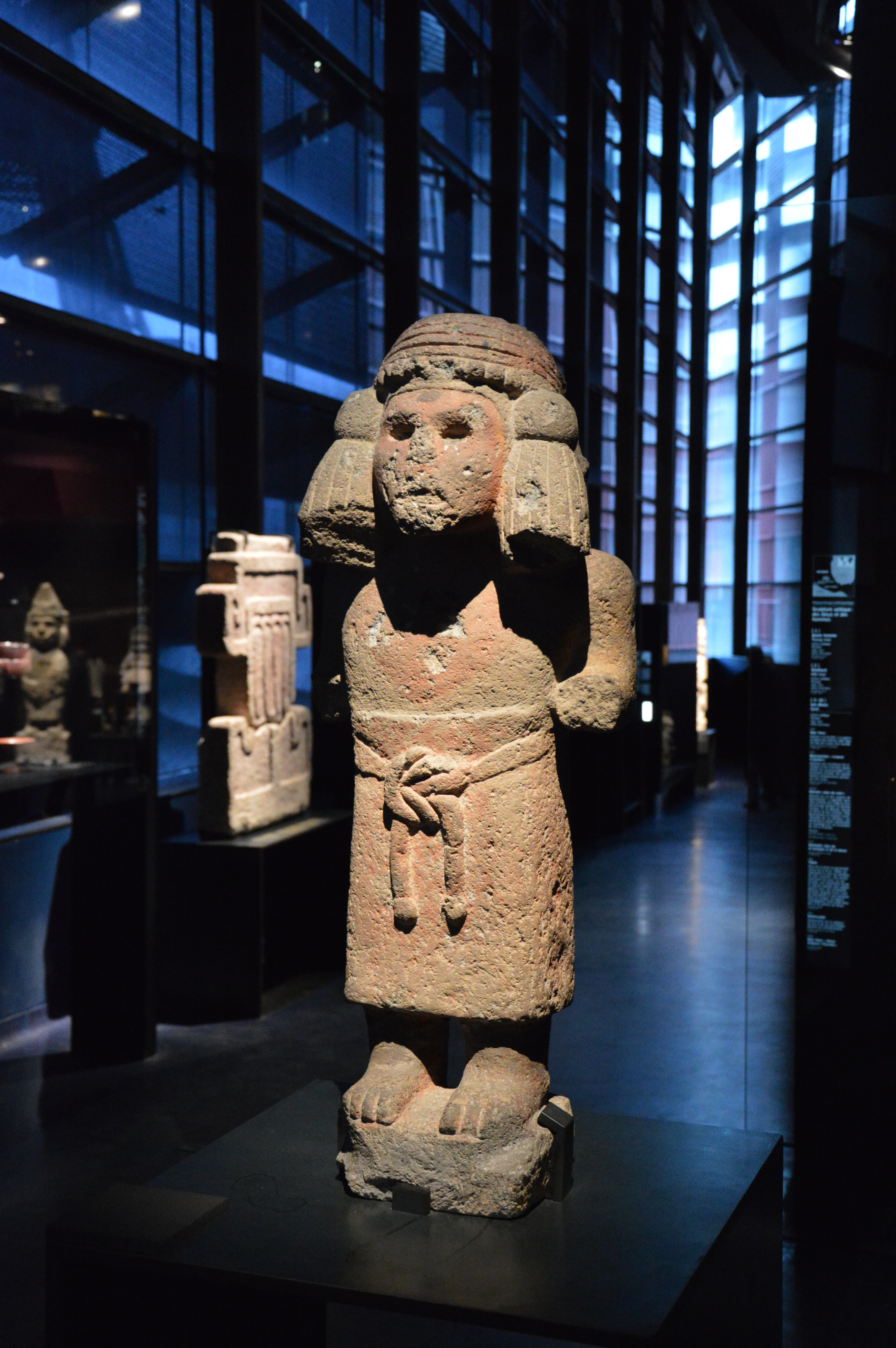
Objeto arqueológico Azteca de la colección de Alphonse Pinart, Musée du quai Branly

En 1875, Pinart adquiere una importante colección de piezas arqueológicas americanas  del coleccionista francés Eugene Boban.
En 1877 Pinart realizó una importante expedición a la Polinesia, a bordo de un barco de la Naval Francesa.

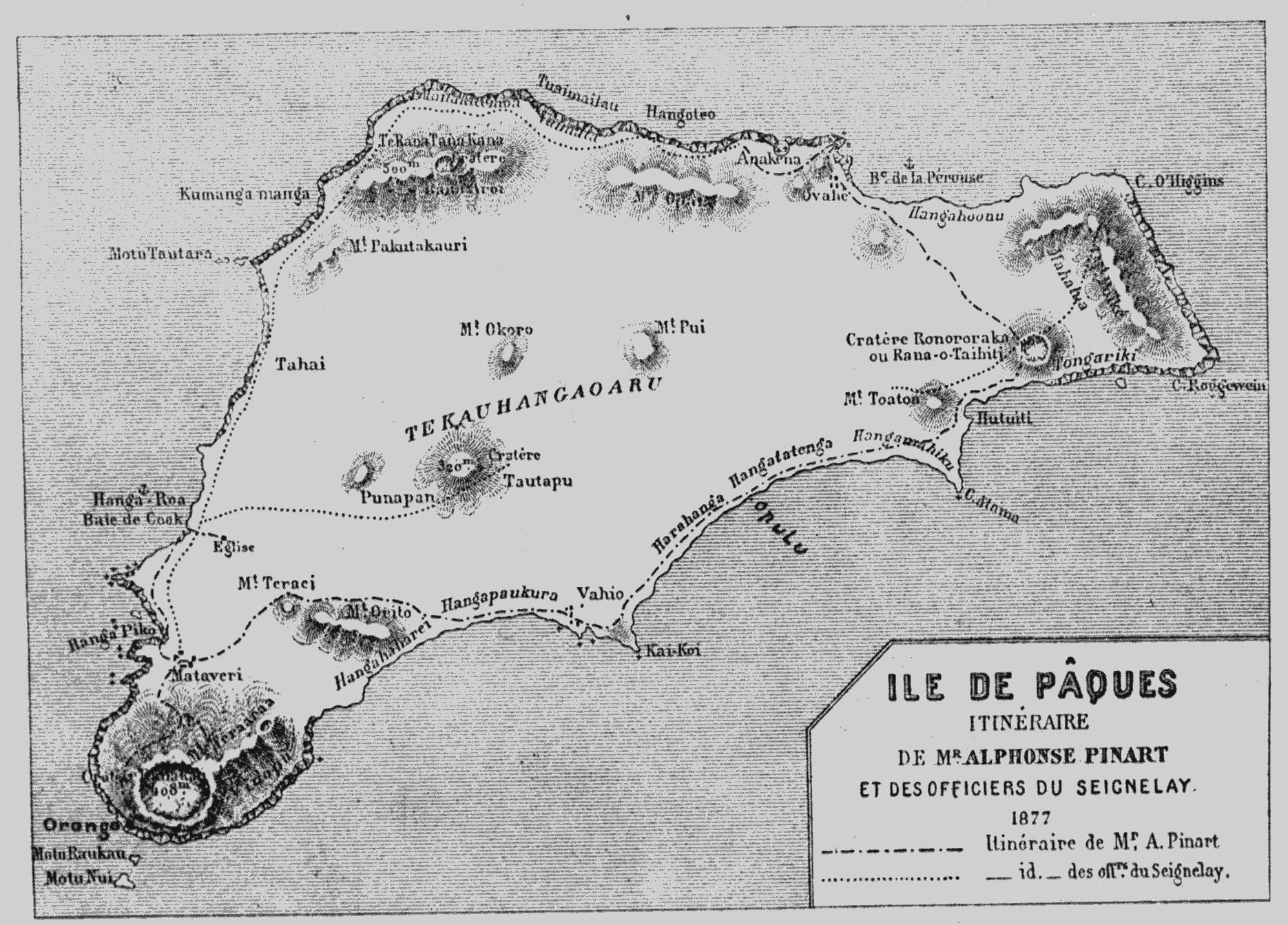
Mapa de Isla-de-Pascua por A.Pinart

Las investigaciones de Pinart atrajeron la atención del historiador y etnólogo norteamericano Hubert H. Bancroft, ya que Pinart no solo  había coleccionado importante material lingüístico, sino también libros y  manuscritos raros.  Bancroft  adquirió parte de la colección de Pinart , y como resultado, gran parte del trabajo de Pinart ahora se encuentra en la Biblioteca Bancroft en Berkeley, California.
El 1878, Pinart donó al  Museo de Etnografía del Trocadero la controversial calavera de cristal, que de acuerdo a Eugene Boban fue descubierta en Guatemala. 

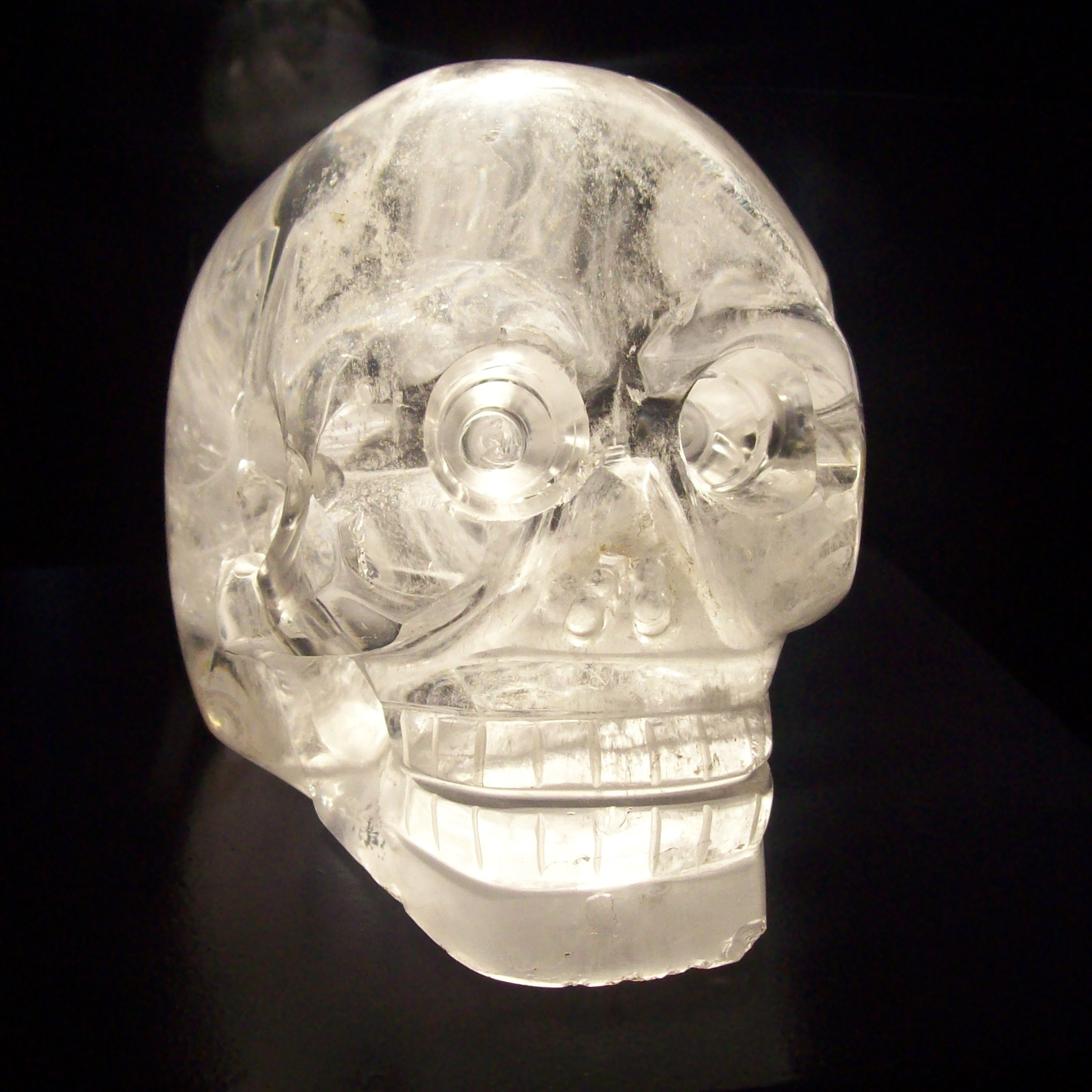
Calavera de cristal en el Museo Quai Branly, París

En 1880, Pinart se casó con la arqueóloga y antropóloga estadounidense Zelia Nuttall, matrimonio que finalizó con el divorcio en el año de 1887.

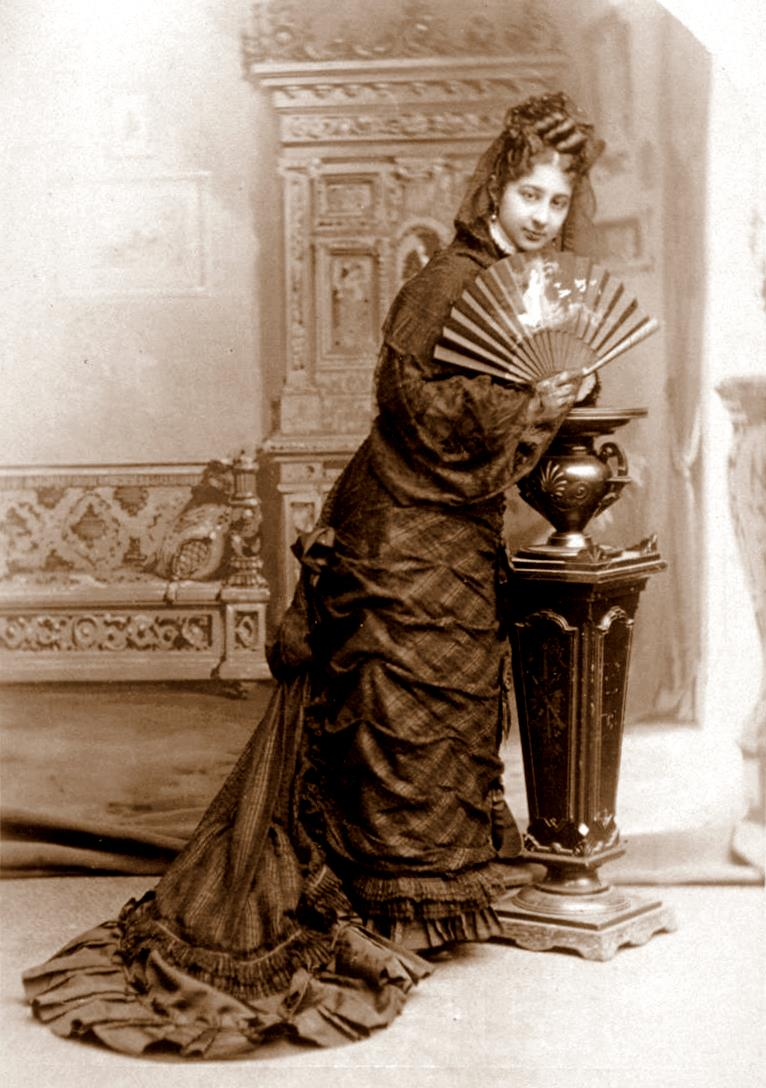
Zelia Nuttall

En 1896 Alphonse Pinart realizó una exploración de interés minero en Honduras y Nicaragua como parte de la Misión Científica Francesa para México y Centroamérica. En su recorrido por Honduras, Pinart visitó Guajiquiro, Tegucigalpa, Yuscarán, Danlí, Cacamuyá, Jamastrán, Juticalpa y los ríos Guayape y Jalán. Como fruto de la visita a Guajiquiro y su interés por la etnología mesoamericana, Pinart escribió el libro "Pequeño vocabulario de la lengua lenca :(dialecto de Guajiquiro)" .
Pinart murió a la edad de 59 años en Passy, Francia, en 1911.

## Escritos y legado
- Franco, B. J., & Pinart, A. L. (1882). Noticias de los indios del departamento de Veragua: y vocabularios de las lenguas guaymi, norteño, sabanero y dorasque (Vol. 4). AL Bancroft y Ca.
- Pinart, A. L. (1892). Vocabulario castellano-guaymie (Vol. 3). E. Leroux.
- Pinart, A. L. (1897). Vocabulario castellano-chocoe (baudió-citarae) (Vol. 5). E. Leroux.
- Pinart, A. L. (1875). La chasse aux animaux marins et les pêcheries chez les indigènes de la côte nord-ouest d'Amérique.
- Hernández, E., & Pinart, A. L. (1897). Pequeño vocabulario de la lengua Lenca (Dialecto de Guajiquiro). E. Leroux.
- Bourgeois, H. y Pinart A. (1897). Vocabulario castellano-k'ak'chi (dialecto de Coban): sacado de los documentos recogidos (Vol. 6). E. Leroux.